# Vũ Đức Tùng
Vũ Đức Tùng (1963 –) là nhà quay phim của điện ảnh Việt Nam. Ông đã giành được 1 giải Quay phim xuất sắc với bộ phim Mùa ổi tại Liên hoan phim Việt Nam lần thứ 13. Vũ Đức Tùng từng chức Phó Tổng giám đốc của Công ty Trách nhiệm hữu hạn Một thành viên Hãng phim Truyện Việt Nam.

## Tiểu sử
Vũ Đức Tùng tốt nghiệp khoa Quay phim, Trường Đại học Sân khấu - Điện ảnh Hà Nội năm 1986 cùng với Lý Thái Dũng, Nguyễn Đức Việt, Vi Linh và  Vũ Quốc Tuấn.

## Tác phẩm
| Năm  | Phim                        | Hình thức            | Vai trò                                            | Đạo diễn         | Chú thích |
| ---- | --------------------------- | -------------------- | -------------------------------------------------- | ---------------- | --------- |
| 1986 | Không có đường chân trời    | Điện ảnh             | Diễn viên (vai Biên)                               | Nguyễn Khánh Dư  |           |
| 1990 | Kiếp phù du                 | Điện ảnh             | Phó quay phim                                      | Hải Ninh         |           |
| 1991 | Canh bạc                    | Điện ảnh             | Phó quay phim                                      | Lưu Trọng Ninh   |           |
| 1996 | Bỏ trốn                     | Điện ảnh             | Quay phim chính                                    | Phạm Nhuệ Giang  |           |
| 1997 | Trưởng ban dân số           | Điện ảnh             | Quay phim chính                                    | Trần Trung Nhàn  |           |
| 2000 | Mùa ổi                      | Điện ảnh             | Quay phim chính                                    | Đặng Nhật Minh   | [ 1 ]     |
| 2002 | Bài ca Trường Sơn           | Phim tài liệu        | Quay phim chính cùng Nguyễn Đức Việt               | Phạm Việt Thanh  |           |
| 2005 | Năm ngày trong đời vị tướng | Điện ảnh             | Quay phim chính                                    | Bùi Cường        |           |
| 2005 | Đường thư                   | Điện ảnh             | Quay phim chính                                    | Bùi Tuấn Dũng    |           |
| 2005 | 5 ngày trong đời vị tướng   | Điện ảnh             | Quay phim chính                                    | Bùi Cường        |           |
| 2006 | 9X                          | Điện ảnh             | Quay phim chính                                    | Vũ Châu          | [ 4 ]     |
| 2008 | Điệp vụ CK 999              | Điện ảnh truyền hình | Quay phim chính                                    | Trần Chí Thành   |           |
| 2009 | Huyền thoại bất tử          | Điện ảnh             | Dựng phim cùng: Lưu Huỳnh, Tobias Kavelar          | Lưu Huỳnh        |           |
| 2009 | Đừng đốt                    | Điện ảnh             | Quay phim chính cùng Richard Connors, Lý Thái Dũng | Đặng Nhật Minh   |           |
| 2012 | Huyền thoại 1C              | Dài tập              | Quay phim chính cùng Vũ Quốc Tuấn, Lý Thái Dũng    | Nguyễn Thanh Vân | [ 5 ]     |
| 2022 | Hoa nhài                    | Điện ảnh             | Quay phim chính                                    | Đặng Nhật Minh   | [ 6 ]     |

### Sự kiên
- 2009 – Cái tôi khác biệt - iDifferent – giám khảo[7]

- 2015 –  Liên hoan phim Việt Nam lần thứ 19 – giám khảo Phim điện ảnh[8]

## Giải thưởng
| Năm  | Giải thưởng                        | Đề cử  | Hạng mục Phim truyện nhựa | Kết quả   | Chú thích |
| ---- | ---------------------------------- | ------ | ------------------------- | --------- | --------- |
| 2001 | Liên hoan phim Việt Nam lần thứ 13 | Mùa ổi | Quay phim xuất sắc        | Đoạt giải | [ 1 ]     |